# Edificio della Presidenza della Bosnia ed Erzegovina
L'edificio della Presidenza (o palazzo della Presidenza; in serbo-croato Zgrada Predsjedništva / Зграда Предсједништва) è la residenza ufficiale della Presidenza della Bosnia ed Erzegovina, situata nella municipalità Centar di Sarajevo, in Bosnia ed Erzegovina.
Anche alcuni dipartimenti del governo bosniaco vi hanno sede, compreso l'Archivio della Bosnia ed Erzegovina e alcuni ministeri.

## Storia
Dopo la campagna austro-ungarica in Bosnia ed Erzegovina nel 1878, l'amministrazione occupazionale richiese un quartier generale nel centro di Sarajevo per ospitare vari dipendenti e personale militare. Il nuovo edificio governativo fu commissionato dal primo sindaco di Sarajevo Mustafa Fadilpašić e progettato dall'architetto Josip Vancaš in stile neo-rinascimentale, e fu costruito dal 1884 al 1886. L'edificio rimase il quartier generale del regime austro-ungarico della Bosnia, ospitando dipartimenti governativi e militari, nonché tribunali e sale di rappresentanza.
Dopo la prima guerra mondiale, l'edificio divenne la sede del governo della provincia della Banovina della Drina nel Regno di Jugoslavia. Dopo la seconda guerra mondiale, l'edificio divenne la residenza ufficiale del Presidente della Repubblica Socialista di Bosnia ed Erzegovina (all'interno della Jugoslavia), nonché la sede del Comitato esecutivo dell'Assemblea popolare. Durante la guerra in Bosnia l'edificio fu utilizzato dal Comando Supremo dell'Esercito della Repubblica di Bosnia ed Erzegovina come quartier generale militare. L'edificio ha subito danni esterni ed interni durante la guerra per cui è stato successivamente restaurato.
Dal 1996 l'edificio è utilizzato come residenza ufficiale della Presidenza collettiva della Bosnia ed Erzegovina. Tutti i membri della Presidenza utilizzano l'edificio come residenza principale a Sarajevo, nonché come ufficio cerimoniale e di lavoro. Vi trovano sede anche alcuni dipartimenti governativi, tra cui l'Archivio della Bosnia ed Erzegovina.
L'edificio è utilizzato anche per funzioni statali e cerimoniali, nonché per ricevimenti e incontri con dignitari e capi di stato stranieri in visita. Per l'accoglienza di capi di stato e di governo stranieri è a disposizione della Presidenza della Bosnia ed Erzegovina anche il Konak, sede di rappresentanza nel quartiere di Bistrik.
Durante le proteste del 2014 in Bosnia ed Erzegovina i manifestanti lanciarono pietre contro le finestre del Palazzo della Presidenza rompendole, poiché vedevano la struttura come un simbolo della disfunzione cronica del sistema politico della Bosnia ed Erzegovina; una parte dell'edificio venne anche data alle fiamme.

## Galleria d'immagini

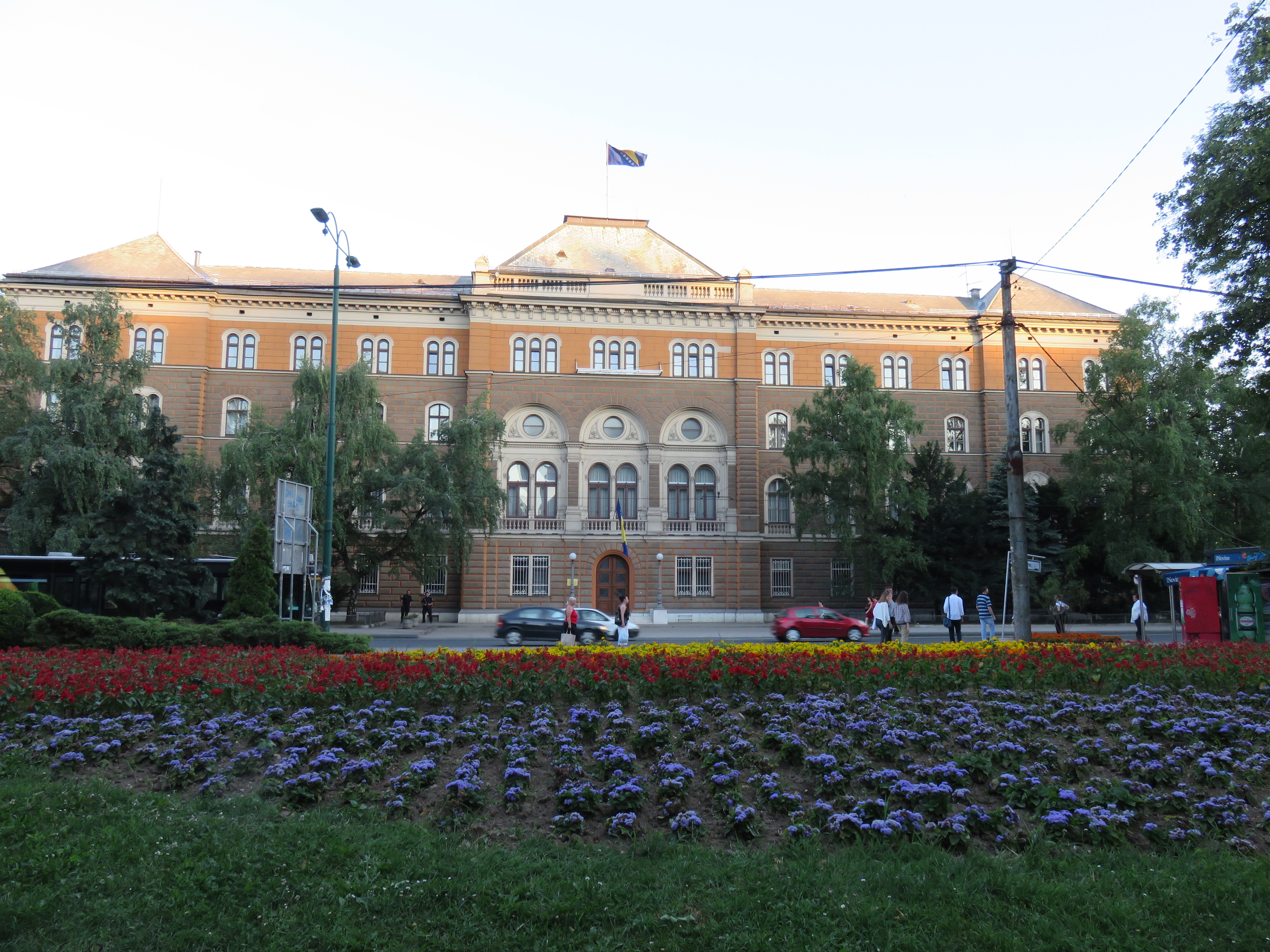
Veduta frontale della facciata sulla Maršala Tita
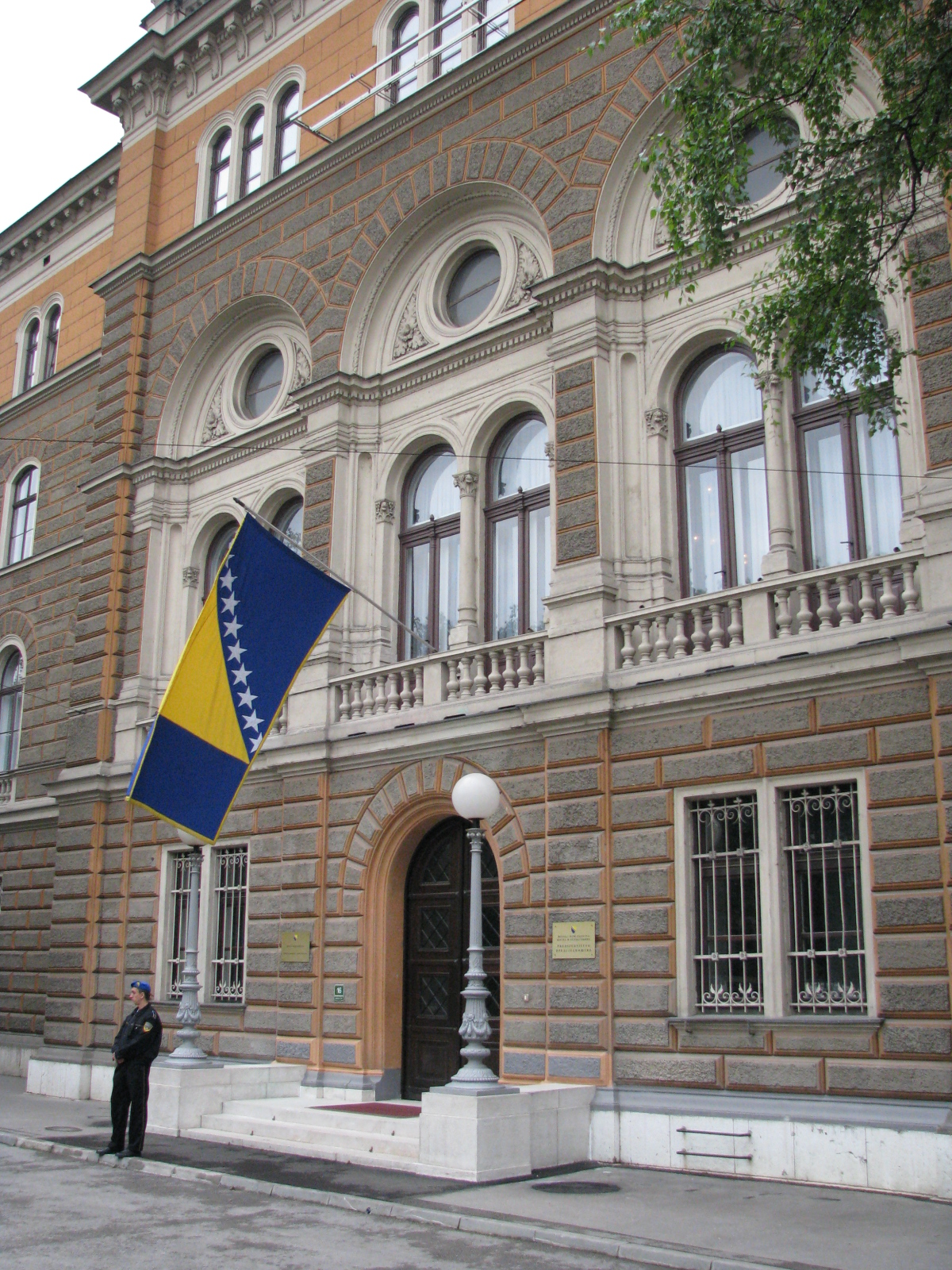
L'accesso principale dell'edificio
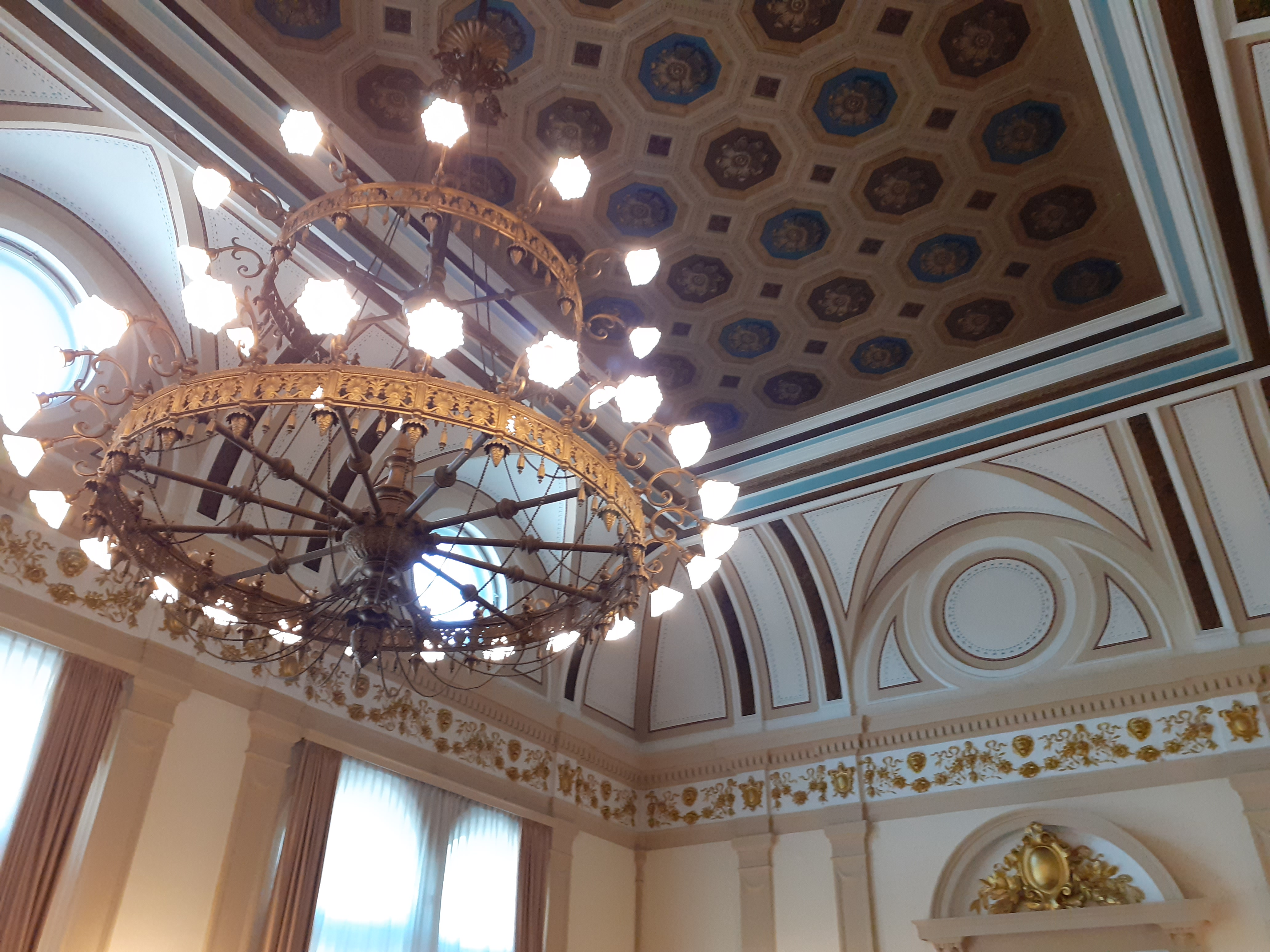
Il soffitto di una sala interna dell'edificio
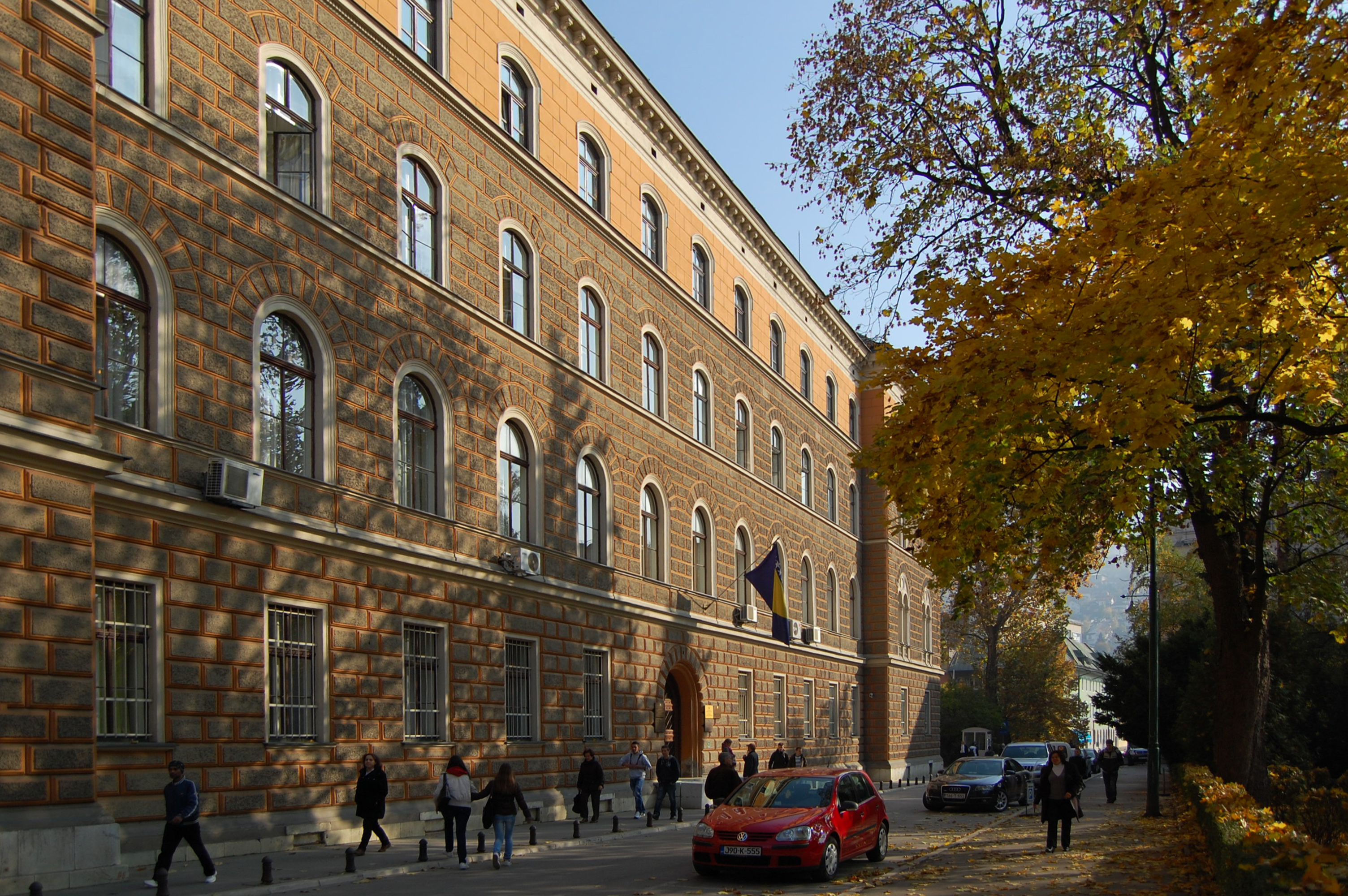
Facciata laterale dell'edificio
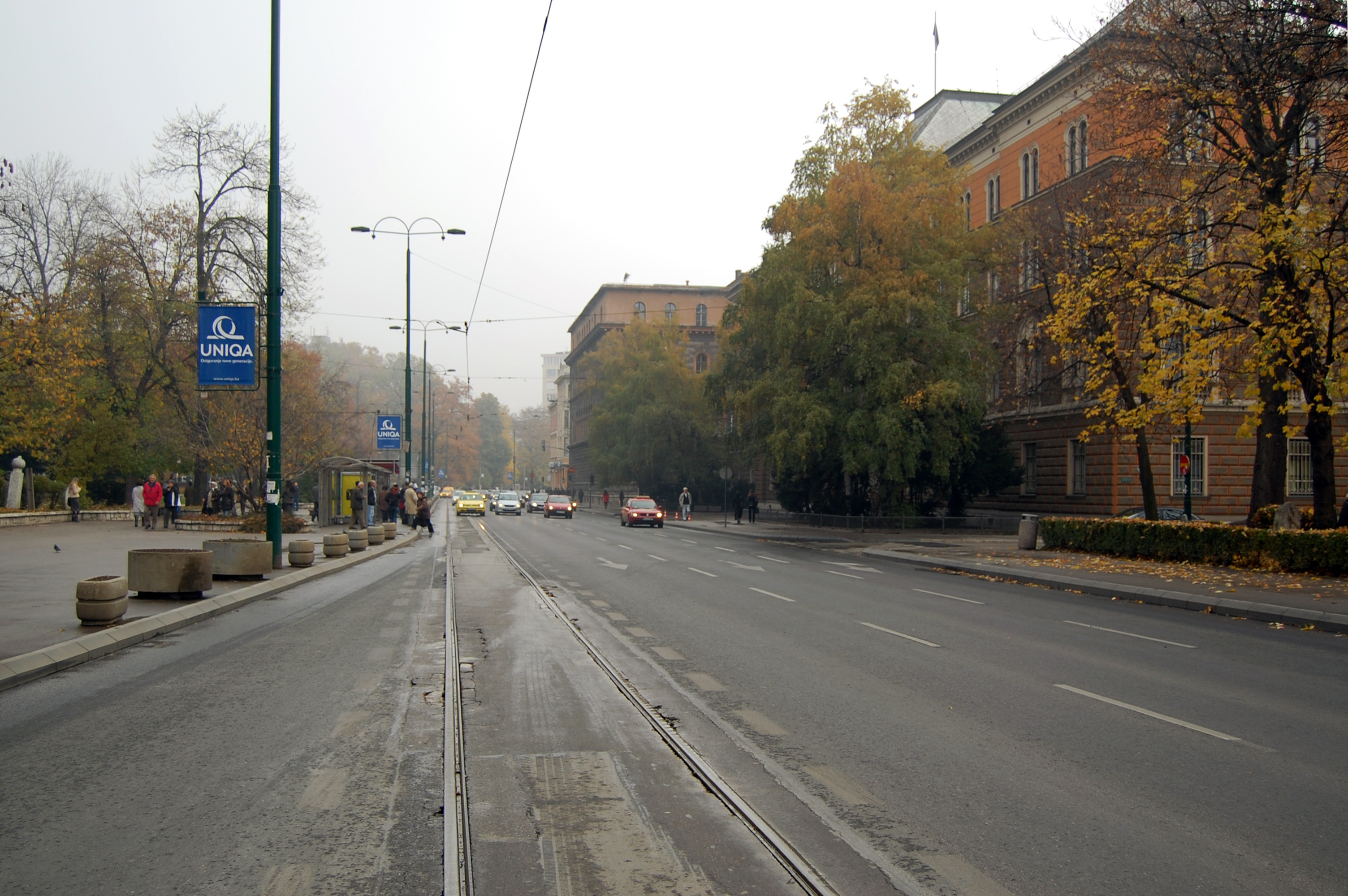
Viale Maršala Tita davanti all'edificio della Presidenza